# Foma Gordeev

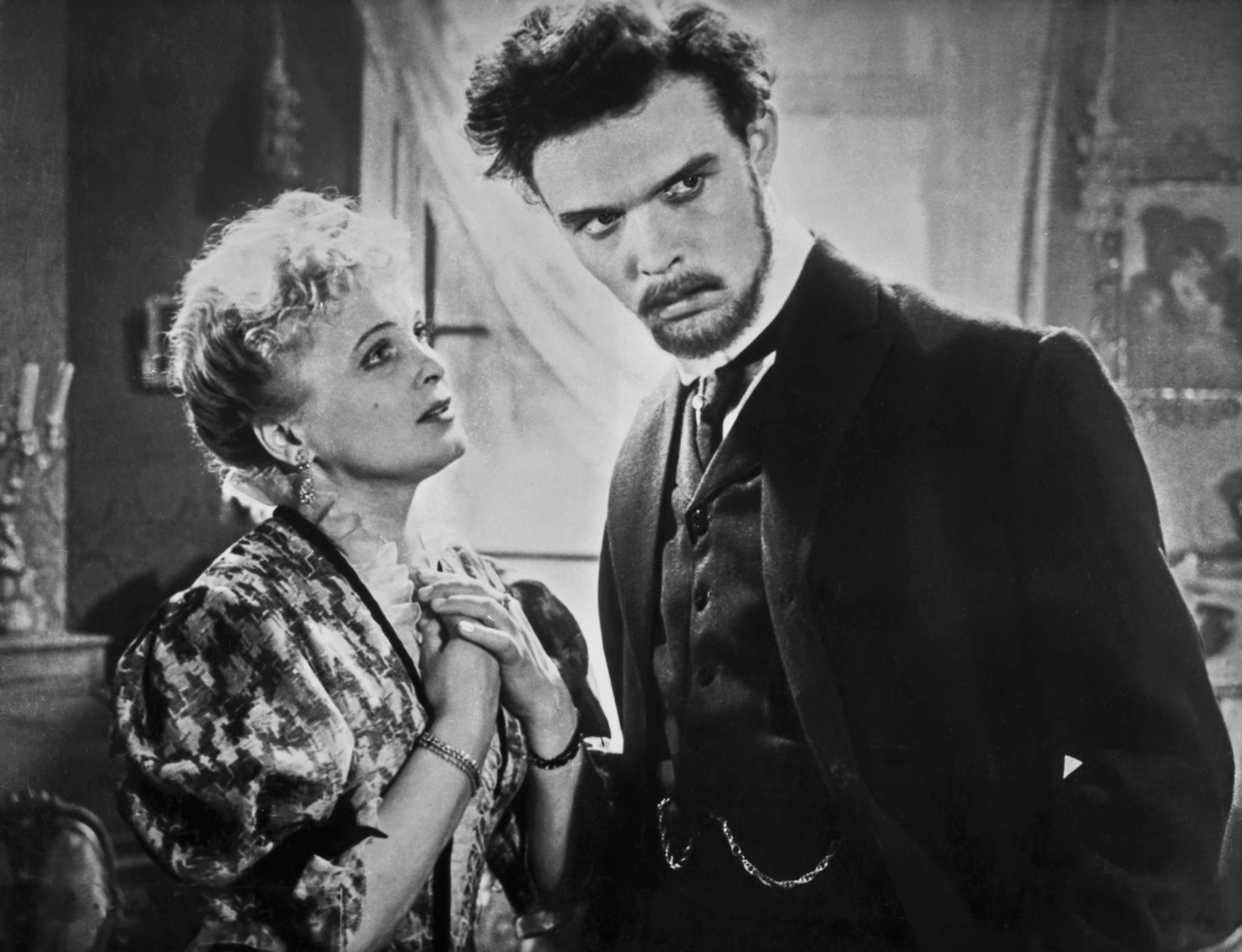
Una immagine del film

Foma Gordeev è un film del 1959 diretto da Mark Donskoj.
Ha vinto il Premio per la regia al Festival di Locarno 1960.